# The Screwfly Solution (Masters of Horror)
"The Screwfly Solution" és el setè episodi de la segona temporada de Masters of Horror. Es basa en la història història homònima de ciència-ficció de 1977 d'Alice Sheldon (sota l'àlies Raccoona Sheldon), acreditada a la pel·lícula com a James Tiptree, Jr. Moltes de les escenes del guió de Sam Hamm són expansions d'una sola línia en aquesta història epistolar. El director Joe Dante va llegir la història als anys 80 i des de llavors havia volgut fer una versió cinematogràfica. Va presentar la història com un terror directe, defugint el seu humor habitual i sense utilitzar la seva companyia habitual d'actors. Els protagonistes són Jason Priestley i Elliott Gould.

## Argument
Quan un virus infecta la població masculina del món i els converteix en psicòpates assassins, una mare i una filla escapen per un país on la seva seguretat està en qüestió.
Durant l'estiu, esclata una erupció de femicidis arreu del món, que s'adonen d'Anne Alstein (Kerry Norton), el marit de la qual Alan (Jason Priestley) treballa al costat de Barney (Elliott Gould) sobre la solució a un problema d'insectes a la selva tropical. Els dos tenen una filla, Amy (Brenna O'Brien). La seva amiga, l'epidemiòloga Bella Sartiano (Linda Darlow), marxa cap a Jacksonville (Florida), on es van produir una gran quantitat de feminicidis. Ella entrevista un soldat de l'exèrcit infectat, William Holicky (Steve Lawlor), que va assassinar salvatgement una stripper en un club. L'agressió està relacionada amb l'excitació sexual, i molts dels homes infectats utilitzen la retòrica religiosa extremista per justificar els assassinats. Bella descobreix que desenes de milers d'assassinats similars s'estan produint en altres llocs del món abans de ser atacada i assassinada per l'alcalde infectat.
Abans de la seva mort, Bella va informar a Barney de l'epidèmia mentre coordinaven les troballes coincidents. Barney i Alan es dirigeixen a Washington D.C. per informar a un grup d'alts funcionaris sobre si la causa de la malaltia és natural o bioterrorisme. L'única manera d'evitar-ho és la castració química, amb l'alternativa la castració real. La recepció és escèptica i indignada; el General de l'Exèrcit dels Estats Units al panell declara sense embuts que s'oposarà a aquesta solució dràstica, assegurant així que les seves tropes s'enfrontaran al personal femení i als civils un cop s'infectin. Barney insisteix, però l'Alan es nega, afirmant que li anirà bé amb les píndoles, fins que comença a somiar de matar l'Anne. En el viatge en avió cap a casa, l'Alan és testimoni de dos assassinats i s'adona que tots els homes de l'avió estan infectats, inclòs ell mateix. Truca a la seva dona i a la seva filla per acomiadar-se, dient-los que no serà ell mateix quan torni amb elles.
Al setembre, Anne i Amy han continuat cap al nord cap al Canadà amb altres dones. Ambdues es troben amb l'Alan infectat a la seva cabana a 'Ontario, on comença a agredir sexualment a la seva filla fins que Anne li dispara a les cames. Davant la insistència de l'Alan que lluita perquè destrueixi el que queda d'ell, escapen, però l'Amy, sense entendre la situació, es rebel·la contra la seva mare i roba el seu cotxe aquella nit i torna a Alan. L'Anne arriba a la cabana massa tard per salvar-la. Se suposa que es va veure obligada a matar l'Alan.
Anne cau inconscient i es desperta en un hospital on la població de pacients està sent assassinada. Un Barney encaputxat li diu que va estar en coma durant tres dies. Aconsegueixen escapar, i Anne accepta portar una disfressa d'"home" per amagar-se dels homes infectats. Escolta una conversa entre dos homes, que revela que la població femenina de la zona ha estat eliminada. S'implica que els homes adults s'enfronten a nois menys masculins a continuació, matant-los també.
Obligat a viure en una simple tenda d'acampada durant un hivern dur, Barney es posa malalt aviat. Anima a l'Anne a sobreviure passi el que passi, ja que la humanitat encara té una oportunitat amb una dona supervivent. Al novembre, mor pacíficament i Anne l'enterra. Viatjant a una botiga de queviures per comprar subministraments, és descoberta per uns caçadors que comencen a seguir-la al seu cotxe. Ella s'allunya per amagar el seu cotxe al bosc i esperar-los fora, i allí descobreix l'origen de l'epidèmia: els aliens brillants formats de llum són els culpables, utilitzant tecnologia alienígena per crear l'epidèmia de feminicidis com una forma de control biològic (la "solució del caragol" titular). Maten els caçadors que perseguien l'Anne, pel que sembla per agafar part de la seva matèria cerebral, i ella els observa des de prop, amagant-se sota la coberta dels arbustos. Algun temps després, es veu a Anne tremolant fora d'una cova en una tempesta de neu.
Al desembre, se suposa que tota la vida femenina a la Terra ha estat exterminada, deixant que els homes infectats morin lentament.

## Repartiment
- Jason Priestley - Alan
- Kerry Norton – Anne Alstein
- Linda Darlow – Bella Sartiano
- Brenna O'Brien - Amy
- Steve Lawlor – William Holicky
- Elliott Gould - Barney

## Producció
Quan va ser entrevistat mentre rodava la pel·lícula a Vancouver, el director ho va resumir:
| «                        | És vagament política. No és política de la mateixa manera que 'Homecoming'. Es tracta d'una plaga que comença a la meitat sud dels EUA. i es mou per la resta del món. És una història en què els homes són moguts per matar totes les dones. És extremadament fosca. | » |
| — Joe Dante, Calgary Sun | |   |

La pel·lícula es va rodar amb una càmera digital per primera vegada. El director va triar aquesta tècnica experimental especialment per donar a la pel·lícula un aspecte diferent. Jason Priestley va explicar la seva interpretació de la motivació del científic Alan, afirmant:
| «                      | Per a mi, els seus coneixements i el seu nivell de comprensió és el que l'impulsa com a personatge, i després el seu amor per la seva dona i la seva filla. Això és el que acaba donant-li el moment de claredat abans que s'adoni. Però, és una peça pesada. És una peça pesada per a ell. Sempre busco personatges i intento interpretar personatges que tinguin un torn, que no siguin només una nota. | » |
| — Jason Priestley, UGO | |   |

## Estrena
La pel·lícula es va projectar a la 24a edició del Festival de Cinema de Torí. El DVD es va publicar el 12 de juny de 2007.

## Recepció
Michael Gingold, de la revista Fangoria, va premiar la pel·lícula amb tres calaveres per la seva "barreja de comentaris sociopolítics i caos de terror tradicional". Va veure el missatge polític com un vincle entre el fervor religiós i la misogínia amb especial referència al fundamentalisme islàmic. Es pensava que l'efecte de les pel·lícules de terror violentes sobre els homes de la història era una auto-referència enginyosa, encara que el to general es considerava "letalment seriós". Es pensava que l'actor principal, Jason Priestley, era més feble que el paper requerit durant les actuacions de Kerry Norton, com l'esposa d'Alan, Anne, i Brenna O'Brien, com la seva filla Amy, es considerava simpàtica i més efectiva.
Peter Brown d’iF magazine va considerar que la presentació de l’acció principal va ser massa precipitada i hauria estat millor entre 1,5 i 2 hores en lloc dels 58 minuts que permetia el format d'1 hora. A més, el desenllaç es va revelar massa aviat i, per tant, va faltar el suspens a la segona part. Va pensar que els extres del DVD eren interessants, proporcionant el relat de Joe Dante de la conversió de la història curta i detalls dels efectes utilitzats per als extraterrestres de la història. En general, la seva puntuació per a aquest DVD va ser C.